# Калзагай
Калзагай (устар. Калзыгай) — река в России, протекает по Киселёвскому району Кемеровской области.
Устье реки находится в 18 км от устья по правому берегу реки Прямой Ускат. Длина реки составляет 16 км.

## Данные водного реестра
По данным государственного водного реестра России относится к Верхнеобскому бассейновому округу, водохозяйственный участок реки — Томь от города Новокузнецк до города Кемерово, речной подбассейн реки — Томь. Речной бассейн реки — (Верхняя) Обь до впадения Иртыша.